# Gaspare Visconti
Gaspare Visconti di Albizzate (Milano, 5 gennaio 1538 – Milano, 12 gennaio 1595) è stato un arcivescovo cattolico italiano.

## Biografia

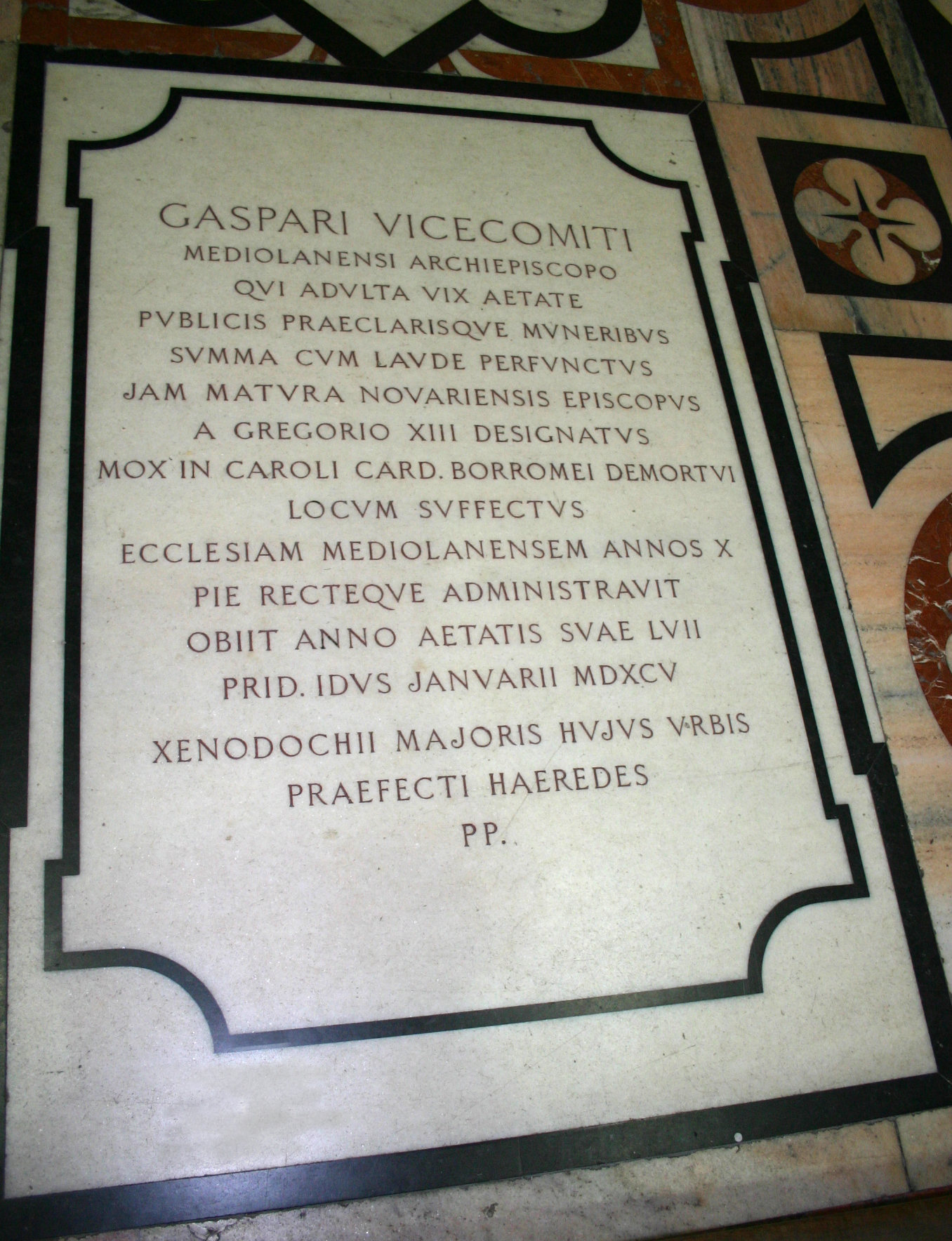
La tomba di Gaspare Visconti nel Duomo di Milano

Nato a Milano nel 1538, Gaspare Visconti era figlio di Giambattista e della nobile Violante Visconti di Lonate Pozzolo, provenendo dalla famiglia dei Visconti di Albizzate, ramo collaterale della ben più famosa dei Visconti duchi di Milano. Intrapresa la carriera ecclesiastica, divenne dottore in utroque iure presso l'università di Pavia dove fu professore di legge per qualche tempo.
Entrato nella curia romana come uditore della Sacra Rota, divenne ben presto legato di papa Gregorio XIII presso il Sovrano Militare Ordine di Malta nel 1580 per derimere le contestazioni seguite alla deposizione del gran maestro Jean de la Cassière; tornato da Malta nel 1583, venne quindi eletto vescovo a Novara il 5 novembre 1584, su consiglio dell'arcivescovo milanese Borromeo. Il 28 novembre dello stesso anno venne trasferito per volere dello stesso pontefice alla cattedra arcivescovile di Milano dopo l'improvvisa morte del suo predecessore. Qui dovette subito fronteggiare la difficile successione ad una personalità come quella di San Carlo Borromeo, in virtù della quale si dedicò a diverse opere devozionali, come quella di creare dei comitati per la promozione del culto del santo cardinale. Venne consacrato vescovo il 13 dicembre 1584 dal cardinale Tolomeo Gallio e fece il proprio inglesso formale a Milano il 22 luglio 1585.
Diede inizio ad attività assistenziali per ammalati e poveri, affidando l'ospedale milanese Fatebenefratelli (fondato dal predecessore Carlo Borromeo) ai Padri della Congregazione di Dio, detti appunto Fatebenefratelli. Fu nel contempo sostenitore dell'opera dei Camaldolesi dal 1590 e dell'opera di San Camillo de Lellis dal 1594. In quello stesso anno 1594 diede alle stampe la nuova edizione del Missale Ambrosiano la cui preparazione era iniziata sotto Carlo Borromeo. Nel governo dell'arcidiocesi, seguendo le orme del suo predecessore, il Visconti convocò sei sinodi diocesani, tenendo visite pastorali in tutta la sua diocesi ed erigendo nuove chiese come quella di Santa Maria al Paradiso a Milano.
Per la propria famiglia, fece restaurare ed ampliare il castello di Fagnano Olona che egli stesso abitava nei periodi estivi e durante le pestilenze che colpirono la città di Milano.
Morì il 12 gennaio 1595 e venne sepolto nel Duomo di Milano, di fronte all'altare dedicato a Sant'Agnese.

## Genealogia episcopale e successione apostolica
La genealogia episcopale è:
- Cardinale Tolomeo Gallio
- Arcivescovo Gaspare Visconti

La successione apostolica è:
- Vescovo Giovanni Fontana (1589)

## Stemma
| Immagine | Blasonatura |
| -------- | --- |
| \| \|    | Gaspare Visconti Arcivescovo di Milano D'argento alla biscia d'azzurro ondeggiante in palo e coronata d'oro, ingolante un moro di carnagione (Visconti). Lo scudo, accollato a una croce astile patriarcale d'oro, posta in palo, è timbrato da un cappello con cordoni e nappe di verde. Le nappe, in numero di venti, sono disposte dieci per parte, in quattro ordini di 1, 2, 3, 4. |
|          | |

## Albero genealogico
|                                                              |                         |                                     | Genitori           |  |  | Nonni |  |  | Bisnonni                                                      |  |  | Trisnonni                                              |  |
|                                                              |                         |                                     |                    |  |  |       |  |  | Filippo Maria Visconti di Albizzate, III signore di Albizzate |  |  | Gaspare Visconti di Albizzate, II signore di Albizzate |  |
|                                                              |                         |                                     |                    |  |  |       |  |  | Filippo Maria Visconti di Albizzate, III signore di Albizzate |  |  | Gaspare Visconti di Albizzate, II signore di Albizzate |  |
|                                                              |                         | Maria Agnese Besozzi                |                    |  |  |       |  |  | Filippo Maria Visconti di Albizzate, III signore di Albizzate |  |  |                                                        |  |
| Galeazzo Maria Visconti di Fontaneto, I signore di Fontaneto |                         |                                     |                    |  |  |       |  |  | Filippo Maria Visconti di Albizzate, III signore di Albizzate |  |  |                                                        |  |
|                                                              |                         | Giovanna Pallavicino                | …                  |  |  |       |  |  |                                                               |  |  |                                                        |  |
|                                                              |                         | Giovanna Pallavicino                | …                  |  |  |       |  |  |                                                               |  |  |                                                        |  |
|                                                              |                         | Giovanna Pallavicino                | …                  |  |  |       |  |  |                                                               |  |  |                                                        |  |
| Giambattista Visconti di Fontaneto, II signore di Fontaneto  |                         | Giovanna Pallavicino                |                    |  |  |       |  |  |                                                               |  |  |                                                        |  |
|                                                              |                         | Gian Giacomo Trivulzio              | Antonio Trivulzio  |  |  |       |  |  |                                                               |  |  |                                                        |  |
|                                                              |                         | Gian Giacomo Trivulzio              | Antonio Trivulzio  |  |  |       |  |  |                                                               |  |  |                                                        |  |
|                                                              |                         | Gian Giacomo Trivulzio              | Francesca Visconti |  |  |       |  |  |                                                               |  |  |                                                        |  |
| Barbara Trivulzio                                            |                         | Gian Giacomo Trivulzio              |                    |  |  |       |  |  |                                                               |  |  |                                                        |  |
|                                                              |                         | …                                   | …                  |  |  |       |  |  |                                                               |  |  |                                                        |  |
|                                                              |                         | …                                   | …                  |  |  |       |  |  |                                                               |  |  |                                                        |  |
|                                                              |                         | …                                   | …                  |  |  |       |  |  |                                                               |  |  |                                                        |  |
| Gaspare Visconti                                             |                         | …                                   |                    |  |  |       |  |  |                                                               |  |  |                                                        |  |
|                                                              | Guido Visconti di Somma | Giovanni Battista Visconti di Somma |                    |  |  |       |  |  |                                                               |  |  |                                                        |  |
|                                                              | Guido Visconti di Somma | Giovanni Battista Visconti di Somma |                    |  |  |       |  |  |                                                               |  |  |                                                        |  |
|                                                              | Guido Visconti di Somma | Regola Galeazzi                     |                    |  |  |       |  |  |                                                               |  |  |                                                        |  |
| Princivalle Visconti di Somma                                | Guido Visconti di Somma |                                     |                    |  |  |       |  |  |                                                               |  |  |                                                        |  |
|                                                              |                         | Eleonora Roero                      | Princivalle Roero  |  |  |       |  |  |                                                               |  |  |                                                        |  |
|                                                              |                         | Eleonora Roero                      | Princivalle Roero  |  |  |       |  |  |                                                               |  |  |                                                        |  |
|                                                              |                         | Eleonora Roero                      | …                  |  |  |       |  |  |                                                               |  |  |                                                        |  |
| Violante Visconti di Somma                                   |                         | Eleonora Roero                      |                    |  |  |       |  |  |                                                               |  |  |                                                        |  |
|                                                              |                         | Gottardo Biglia                     | …                  |  |  |       |  |  |                                                               |  |  |                                                        |  |
|                                                              |                         | Gottardo Biglia                     | …                  |  |  |       |  |  |                                                               |  |  |                                                        |  |
|                                                              |                         | Gottardo Biglia                     | …                  |  |  |       |  |  |                                                               |  |  |                                                        |  |
| Ippolita Biglia                                              |                         | Gottardo Biglia                     |                    |  |  |       |  |  |                                                               |  |  |                                                        |  |
|                                                              |                         | …                                   | …                  |  |  |       |  |  |                                                               |  |  |                                                        |  |
|                                                              |                         | …                                   | …                  |  |  |       |  |  |                                                               |  |  |                                                        |  |
|                                                              |                         | …                                   | …                  |  |  |       |  |  |                                                               |  |  |                                                        |  |
|                                                              |                         | …                                   |                    |  |  |       |  |  |                                                               |  |  |                                                        |  |